# Plank

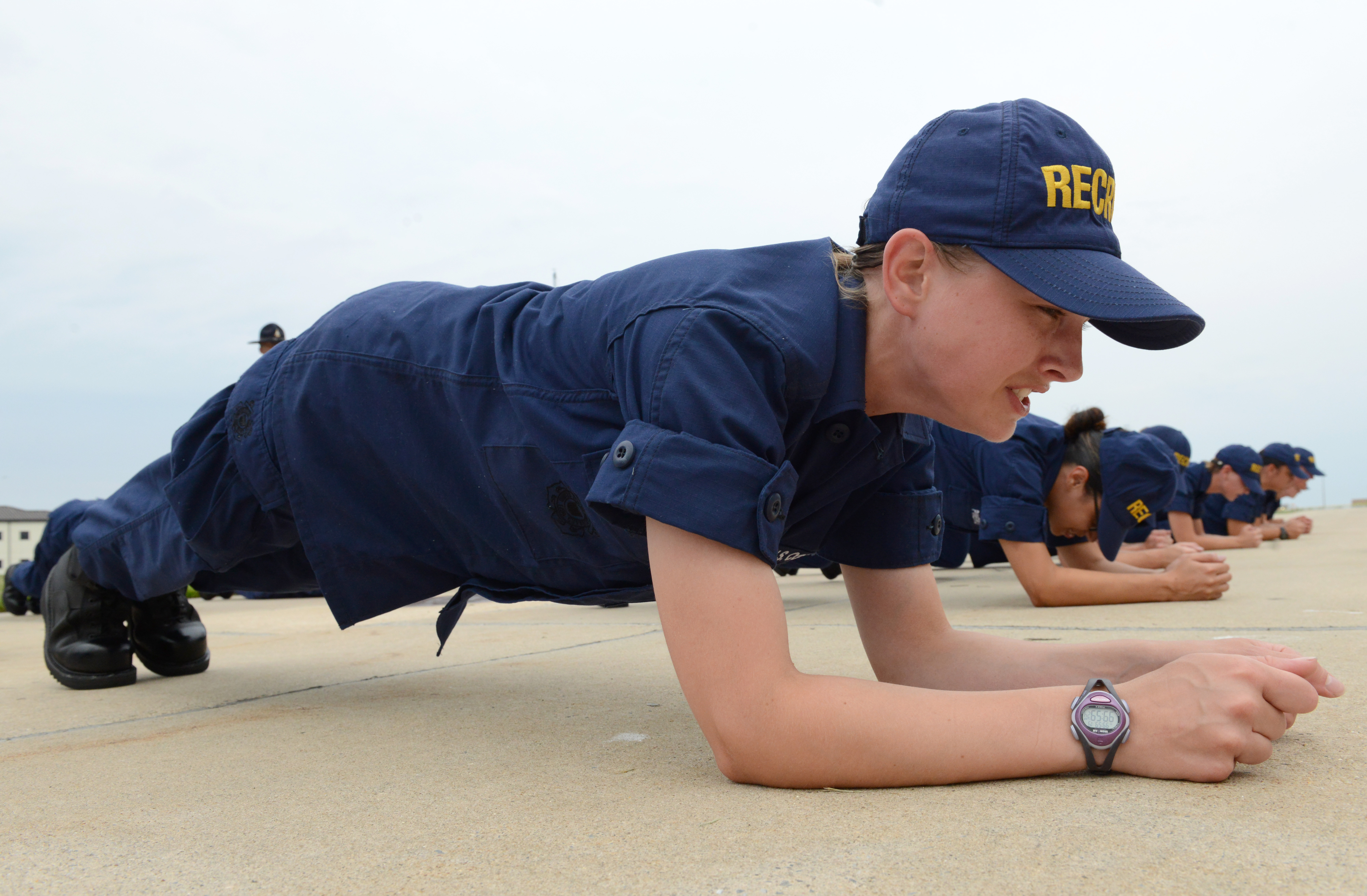
Plank

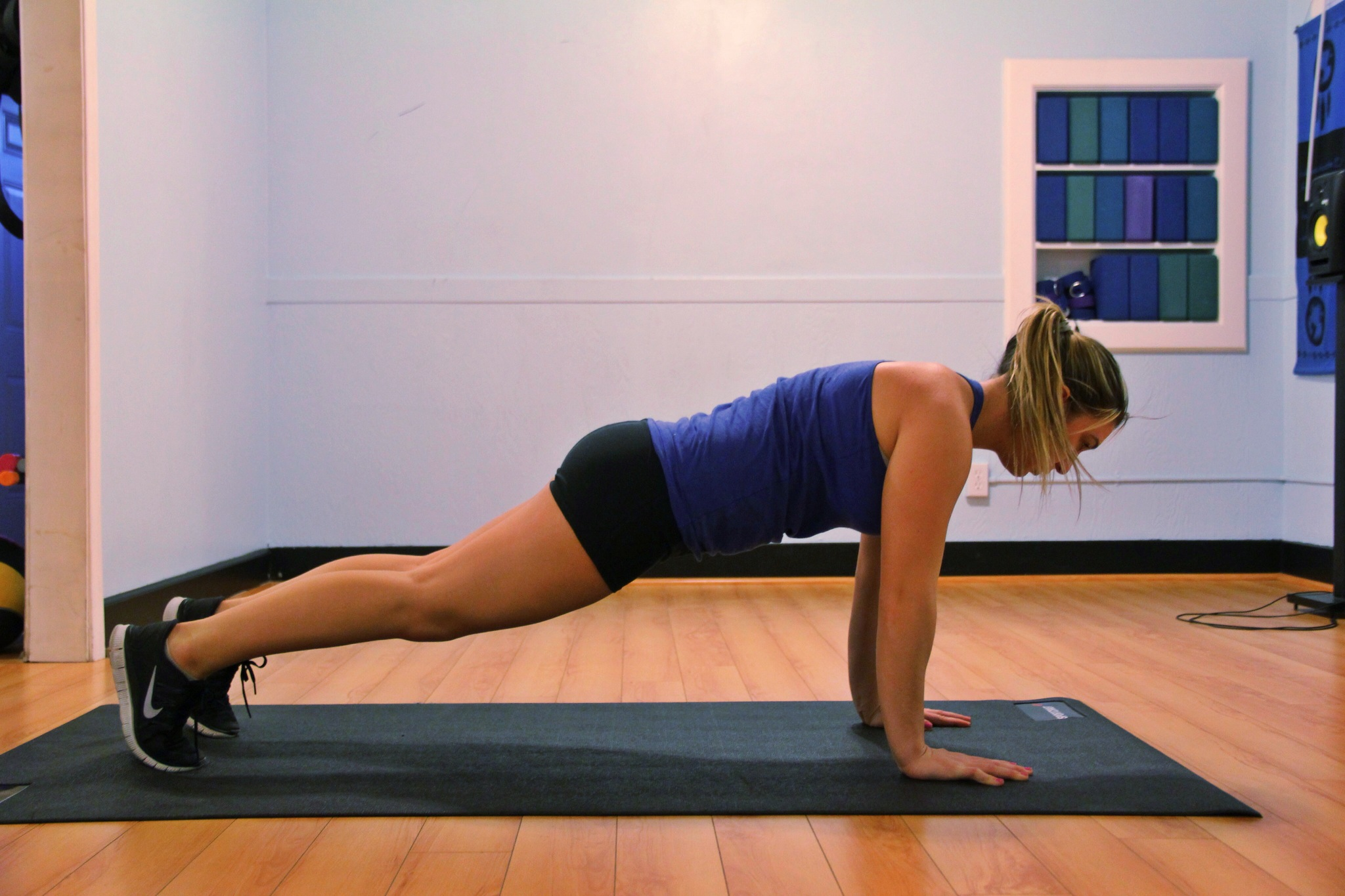
Wariant – plank wysoki

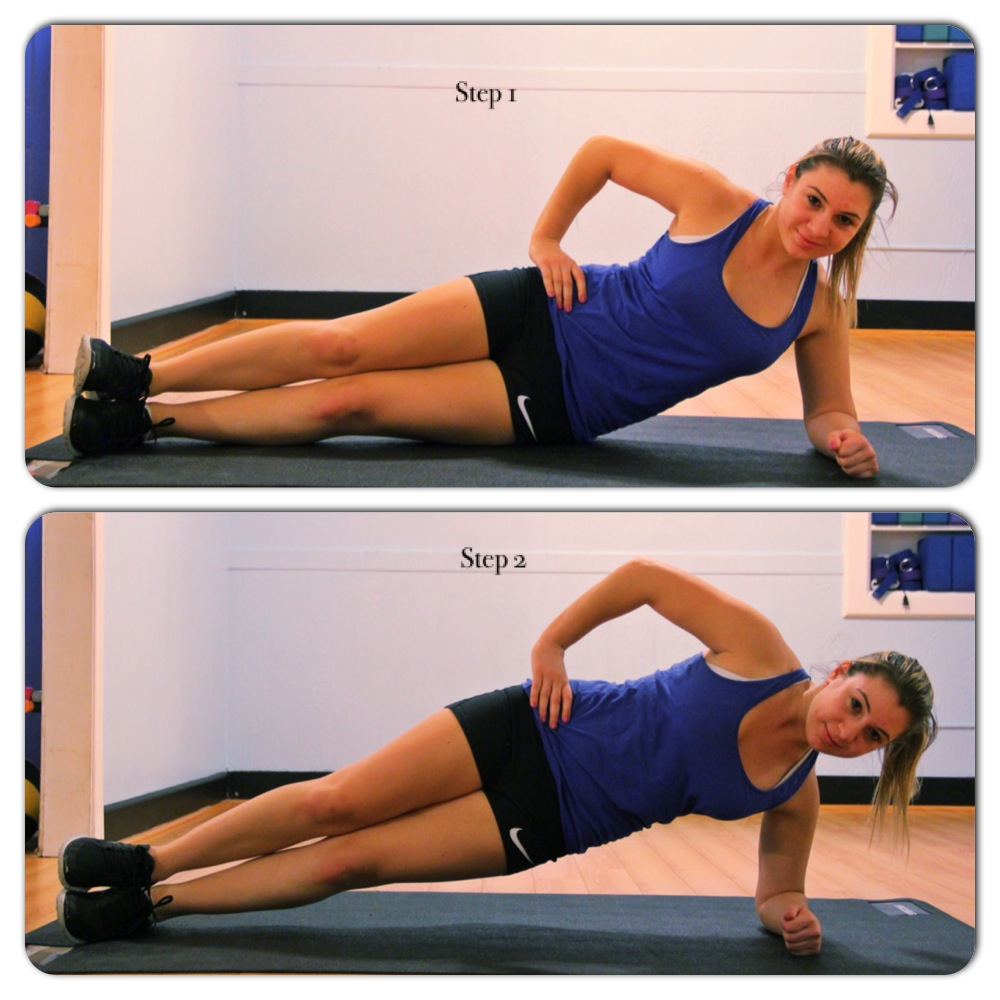
Wariant – plank boczny

Plank, deska, podpór przodem na przedramionach lub dłoniach – statyczne ćwiczenie izometryczne angażujące wszystkie mięśnie głębokie brzucha, a także mięśnie pleców, ramion oraz nóg. 
Klasyczny plank to podpór na przedramionach i palcach stóp z utrzymaniem naturalnej krzywizny kręgosłupa. Wykonywany jest jednak w różnych wariantach.

## Rekordy w planku
| Data            | Imię i nazwisko | Czas                           |
| --------------- | --------------- | ------------------------------ |
| Maj 2015        | George Hood     | 5 godzin, 15 minut i 15 sekund |
| Maj 2016        | Mao Weidong     | 8 godzin 1 minutę i 1 sekundę  |
| 15 lutego 2020  | George Hood     | 8 godzin 15 minut i 15 sekund  |
| 6 sierpnia 2021 | Daniel Scali    | 9 godzin 30 minut i 1 sekunda  |

Wśród kobiet rekord, wynoszący 4 godziny 19 minut i 55 sekund, ustanowiła w 2019 Dana Glowacka, Kanadyjka polskiego pochodzenia.